# Флагеллин
Флагеллин — бактериальный белок, который способен самоорганизовываться в полые цилиндрические структуры, образующие филаменты бактериальных жгутиков. Это главный компонент жгутиков и представлен в больших количествах у всех жгутиковых бактерий. Флагеллин является лигандом для рецептора врождённой иммунной системы TLR5.

## Структура
Флагеллин имеет молекулярную массу от 30 до 60 кДа. Свойство полимеризоваться в спиральные филаменты определяется N- и C- концевыми участками флагеллина, которые в полимерной форме белка обращены внутрь цилиндрической полости и являются консервативными структурами. Средняя часть белка флагеллина обращена наружу и отличается у различных бактерий.

## Иммунный ответ на флагеллин

### У растений
Показано, что консервативный 22-х аминокислотный N-концевой фрагмент флагеллина (flg22) способен активировать защитные механизмы у растений . Рецепция флагеллина у модельного растения Arabidopsis thaliana осуществляется через белок FLS2 (flagellin sensitive 2), относящейся к рецептор-подобным киназам (receptor like kinase ). После связывания фрагмента flg22 рецептор FLS2 быстро связывается с другим интегральным белком плазмалеммы - BAK1 (BRI1 associated kinase 1), что инициирует сигнальный каскад, начинающийся с взаимного трансфосфорилирования киназных доменов . Известно, что в сигнальном каскаде также задействованы киназы из класса MAPK (mitogen activated protein kinases). Результатом работы сигнального каскада является активация PAMP-триггерного иммунного ответа. При этом в ответ вовлекается более 900 генов (экспрессия усиливается или уменьшается в ответ на обработку растения flg22).
Предварительная стимуляция растений синтетическим flg22-пептидом приводит к увеличению антибактериальной устойчивости.

### У бактерий
Синегнойная палочка (Pseudomonas aeruginosa) — аэробная грамотрицательная бактерия палочковидной формы с одним или двумя полярно расположенными жгутиками. Одним из важных факторов патогенности P. aeruginosa является белок флагеллин, структурный компонент жгутика бактериальных клеток. Рекомбинантная форма флагеллина С (FliC) P. aeruginosa считается перспективным для включения в состав вакцинных препаратов, однако свойства FliC остаются до конца неизученными. Синтезированный в кишечной палочке рекомбинантный белок FliС P. aeruginosa обладал протективной активностью в случае заражении мышей P. aeruginosa.